# South African Navy

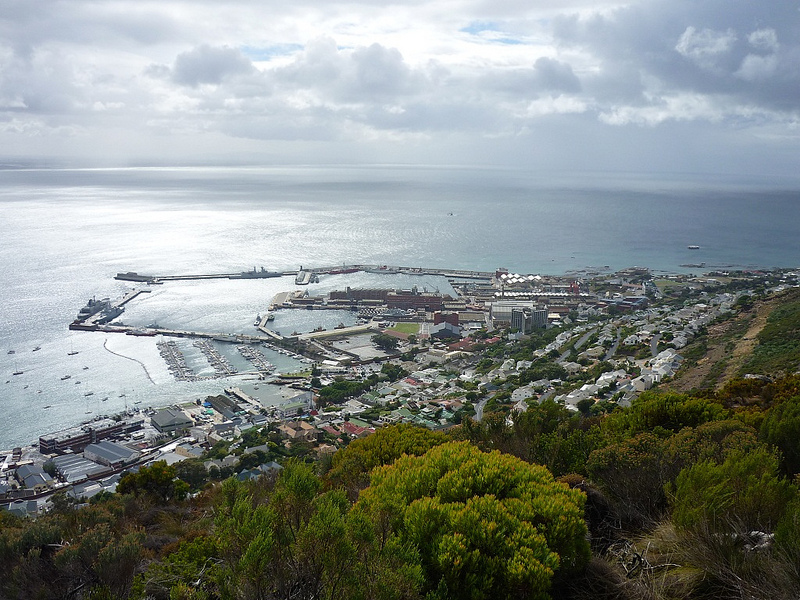
Baza morska w Simonstown

South African Navy (SAN) – marynarka wojenna Republiki Południowej Afryki to jeden z czterech rodzajów sił zbrojnych, odpowiedzialny za patrolowanie wód terytorialnych na wodach dwóch oceanów wokół Przylądka Dobrej Nadziei i prowadzenie operacji morskich w interesie jej obywateli. Główna baza znajduje się w Simonstad. W warunkach południowoafrykańskich SAN stanowi nowoczesną i przeważającą siłę nad flotami innych państw w regionie.

## Historia
Pierwszą formację morską w ramach ochotniczej rezerwy Royal Navy sformowano w 1885 roku, oficjalna służba morska powstała w 1922 jako South African Naval Service, a jedynymi okrętami były pozyskane od Royal Navy okręt hydrograficzny HMSAS "Protea" i dwa trałowce. Okręty te wycofano jednak w czasie wielkiej depresji, bez pozyskania nowych jednostek.
Z powodu wybuchu drugiej wojny światowej rozpoczęto odbudowę sił morskich, głównie przystosowując cywilne statki do walki z okrętami podwodnymi państw Osi. W 1942 roku SANS przemianowano na South African Naval Forces (SANF). Udział w działaniach wojennych z racji braku odpowiednich jednostek był bardzo ograniczony, dlatego na czas wojny większość okrętów wypożyczono od Royal Navy, wśród nich fregaty typu River i typu Loch. Jedna z nich – HMSAS "Natal" – dwa tygodnie po wejściu do służby w marcu 1945 zatopiła w zatoce Firth of Forth U-Boota U-714.
Po wojnie siły morskie ponownie włączono w skład sił obronnych Związku Południowej Afryki, głównymi okrętami w tym czasie były trzy małe fregaty do zadań ZOP typu Loch, które po roku służby w RN zmieniły nazwy i bandery w 1945 roku. W 1947 dodano kolejne używane jednostki z RN: dwa trałowce typu Algerine i korwetę typu Flower przebudowaną na okręt hydrograficzny HMSAS Protea. W 1950 flotę wzmocniły dwa niszczyciele typu W, a w 1951 nazwę zmieniono na obecną South African Navy (SAN). W 1955 podpisano z Wielką Brytanią porozumienie (Simon’s Town Agreement) zakładające przekazanie Południowej Afryce portu Royal Navy w Simon's Town (Simonstad), w zamian Związek zobowiązał się do zakupu nowych okrętów od Wielkiej Brytanii, w tym sześciu fregat (faktycznie w 1957 zakupiono niszczyciel W, przebudowany na fregatę Type 15 i trzy nowe Type 12), dziesięciu trałowców (typu Ton) i czterech patrolowców (typu Ford), port przekazano oficjalnie w 1957. Od 1962 dostarczono trzy fregaty Type 12M (typu President), w 1970 do służby weszły pierwsze trzy, zbudowane we Francji okręty podwodne typu Daphné. W 1977 polityka apartheidu doprowadziła do międzynarodowego embarga, z tego powodu z Francji nie dostarczono dwóch korwet typu A29 (trafiły do Argentyny) i dwóch OP typu Agosta (do Pakistanu), w tym czasie nowe okręty rakietowe sprowadzono z Izraela. Obecnie trzon floty RPA stanowią cztery fregaty projektu MEKO A-200 oraz trzy diesel-elektryczne okręty podwodne typu 209; oba typy sprowadzono z Niemiec.

## Bandery

1922–1946
1946–1951
1951–1952
1952–1959
1959–1981
1981–1994
27 kwietnia 1994 – 11 listopada 1994
od 1994

## Okręty
| Typ                              | Okręty                                                                            | Zdjęcie | Wejście do służby | Wyporność (t) | Długość (m) |
| Fregaty (4)                      |                                                                                   |         |                   |               |             |
| -------------------------------- | --------------------------------------------------------------------------------- | ------- | ----------------- | ------------- | ----------- |
| MEKO A-200 SAN (typ Valour)      | SAS Amatola (F145) SAS Isandlwana (F146) SAS Spioenkop (F147) SAS Mendi (F148)    |         | 2006 2007         | 3700          | 121         |
| Okręty podwodne (3)              |                                                                                   |         |                   |               |             |
| typu 209/1400MOD (typ Heroine)   | SAS Manthatisi (S101) SAS Charlotte Maxeke (S102) SAS Queen Modjadji I (S103)     |         | 2006 2007 2008    | 1454          | 62          |
| Małe okręty rakietowe (2)        |                                                                                   |         |                   |               |             |
| Sa’ar 4 (typ Warrior)            | SAS Isaac Dyobha (P1565) SAS Galeshewe (P1567)                                    |         | 1979 1982         | 415           | 58          |
| Trałowce (4)                     |                                                                                   |         |                   |               |             |
| typ River (dawniej Navors)       | SAS Umkomaas (M1499) SAS Umhloti (M1212) SAS Umgeni (M1213) SAS Umzimkulu (M1142) |         | 1981              | 380           | 40          |
| Patrolowce (29)                  |                                                                                   |         |                   |               |             |
| typ T                            | SAS Tobie (P1552) SAS Tern (P1552) SAS Tekwane (P1554)                            |         | 1992 1996         | 36            | 22          |
| typ Namacurra                    | 26                                                                                |         | 1981              | 4             | 9,5         |
| Pozostałe (5)                    |                                                                                   |         |                   |               |             |
| Okręt zaopatrzeniowy             | SAS Drakensberg (A301)                                                            |         | 1987              | 12500         | 147         |
| Okręt hydrograficzny (typ Hecla) | SAS Protea (A324)                                                                 |         | 1972              | b/d           | b/d         |
| Holowniki Harbour/Coastal        | SAS De Neys SAS Umalusi SAS De Mist                                               |         | 1969 1998 1979    | b/d           | b/d         |

## Śmigłowce
| Zdjęcie | Śmigłowiec                   | Typ          | W służbie | Uwagi               |
| ------- | ---------------------------- | ------------ | --------- | ------------------- |
|         | Westland Super Lynx 300 Mk64 | ZOP          | 4         | na fregatach Valour |
|         | Atlas Oryx M2                | transportowy | 1         | na SAS Drakensberg  |